# USA:s Grand Prix 1962
USA:s Grand Prix 1962 var det åttonde av nio lopp ingående i formel 1-VM 1962.

## Resultat
1. Jim Clark, Lotus-Climax, 9 poäng
2. Graham Hill, BRM, 6
3. Bruce McLaren, Cooper-Climax, 4
4. Jack Brabham, Brabham-Climax, 3
5. Dan Gurney, Porsche, 2
6. Masten Gregory, BRP (Lotus-BRM), 1
7. Tony Maggs, Cooper-Climax
8. Innes Ireland, BRP (Lotus-Climax)
9. Roger Penske, Dupont Team Zerex (Lotus-Climax)
10. Rob Schroeder, John Mecom (Lotus-Climax)
11. Hap Sharp, Hap Sharp (Cooper-Climax)
12. Trevor Taylor, Lotus-Climax
13. Joakim Bonnier, Porsche

### Förare som bröt loppet
- Richie Ginther, BRM (varv 35, motor)
- Maurice Trintignant, R R C Walker (Lotus-Climax) (32, bromsar)
- Tim Mayer, Cooper-Climax (31, tändning)
- John Surtees, Reg Parnell (Lola-Climax) (19, motor)
- Carel Godin de Beaufort, Ecurie Maarsbergen (Porsche) (9, olycka)